# Dołgoje
Dołgoje (ros. Долгое) – osiedle typu miejskiego w zachodniej Rosji, na terenie obwodu orłowskiego.
Miejscowość leży w rejonie dołżanskim. Jest jego ośrodkiem administracyjnym. Liczy 4897 mieszkańców (1 stycznia 2005 r.), tj. ok. 35% całej populacji rejonu.
Osada jest jedynym ośrodkiem miejskim na terenie tej jednostki podziału administracyjnego.
Dołgoje jest lokalnym centrum kulturalnym i gospodarczym. W miejscowości tej znajdują się m.in. zakład wytwarzający olej, wytwórnia pasz oraz przedsiębiorstwo produkujące mleko w proszku.